# Asy z klasy
Asy z klasy jest to serial-parodia dla młodzieży nastoletniej.

## Fabuła
Serial rozgrywa się w liceum imienia Kennedy’ego. W filmie występują dwie grupy: „popularni” i „niepopularni” (gorzej traktowani). Najpopularniejszą dziewczyną w szkole jest Brooke McQueen, która chorowała na bulimię. Jej chłopakiem jest Josh Ford, który jest najpopularniejszym chłopakiem w liceum. Nicole Julian jest największą „jędzą” w serialu, która chcąc dojść do władzy innych poniża. Przyjaciółka „popularnej” dziewczyny – Brooke – jest cheerleaderką. Druga grupa składa się z osób takich, jak: Sam McPherson – dziennikarka, Lily Esposito – obrońca zwierząt, Carmen Ferrara, Harrison John (ma kompleksy co do swojego wyglądu zewnętrznego). Sam i Brooke zostają przyłączone do jednej ławki. Wtedy dla nich zaczyna się „horror”. Serial zaczyna się od tego, że mama Sam i tata Brooke zakochują się w sobie i postanawiają zamieszkać ze sobą.

## Obsada
- Carly Pope - Sam McPherson
- Leslie Bibb - Brooke McQueen
- Bryce Johnson - Josh Ford
- Tammy Lynn Michaels – Nicole Julian
- Leslie Grossman – Mary Cherry
- Michelle Phillips – Hellacious Akers
- Diane Delano – Cherry Cherry
- Ron Lester – Sugar Daddy (Mike Bernadino)
- Tamara Mello – Lily Esposito
- Scott Bryce – Mike McQueen
- Lisa Darr – Jane McPherson
- Chad Lowe – Luke Grant
- Sara Rue - Carmen Ferrara
- Christopher Gorham - Harrison John

W mniejszych rolach i epizodach wystąpili m.in.: Alley Mills, George Cheung, Sandra Oh, Ray Wise, Linda Park, Ann-Margret.